# Diamond M Century (schip, 1973)
De Diamond M Century is een halfafzinkbaar boorplatform dat in 1972 werd gebouwd door Alabama Dry Dock voor Diamond M Drilling. Het Century-ontwerp van Korkut Engineers bestaat uit twee parallelle pontons met elk vier kolommen met daarop het werkdek.
In 1992 nam Diamond M Ocean Drilling & Exploration Company over en ook de methode van naamgeving. De naam werd daarop veranderd naar Ocean Century. In juli 1998 werd het opgelegd.
In 2003 werd het verkocht aan Viking Drilling, waarna het de naam Viking Century kreeg. Het bleef echter opgelegd tot Viking in 2009 failliet ging. In 2010 nam KTM Services het over als Atlas Century met de bedoeling te slopen.